# El Tocuyo
El Tocuyo – miasto w Wenezueli, w stanie Lara, siedziba gminy Morán. Według danych szacunkowych na rok 2015 liczyło 54 700 mieszkańców.

## Historia
El Tocuyo jest jednym z najstarszych miast w Wenezueli. Zostało założone 7 grudnia 1545 roku przez Juana Carvajala, hiszpańskiego konkwistadora. Wyruszył on w kwietniu z Coro z mężczyznami, kobietami i dziećmi. Po dotarciu do doliny w imieniu hiszpańskiej korony, objął ją w posiadanie nadając nazwę Pura y Limpia Inmaculada Concepción de El Tocuyo. Miasto było stolicą Wenezueli do 1587 gdy  gubernator i kapitan generalny prowincji Wenezueli Juan de Pimentel podjął decyzję o przeniesieniu stolicy Caracas ze względu na jego bardziej korzystne położenie geograficzne..
Miasto nazywane jest też “Ciudad Madre”(Matka Miast) ponieważ z niego wyruszyli założyciele innych dużych miast, takich jak: Barquisimeto, Carora, Borburata yTrujillo. Nazwa ta pochodzi od tytułu książki Carlosa Bujanda Yepeza "Crónicas de la Ciudad Madre" z 1968 roku.
W mieście rozwinął się przemysł spożywczy.

## Trzęsienie ziemi w 1950 roku
Do 1950 roku El Tocuyo liczyło około 7746 mieszkańców. Podczas trzęsienia ziemi 3 sierpnia 1950 roku zostało zniszczone ponad 50% zabudowy miasta. W tym całkowicie 250 domów i kilka kościołów. Większość budynków nie została odbudowana.
Odbudowano pochodzący z XVI wieku Kościół Niepokalanego Poczęcia, natomiast kościoły św. Dominika i Iglesia de Belén pozostały jako ruiny. W Museo Arqueológico JM Cruxent  w El Tocuyo można zobaczyć zdjęcia miasta sprzed katastrofy.